# Teucrium portusmagni
Teucrium portusmagni là một loài thực vật có hoa trong họ Hoa môi. Loài này được Sánchez Gómez & al. miêu tả khoa học đầu tiên năm 1999.